# Арслан Ґерай
Арслан Ґерай (1692–30 травня 1767) — кримський хан у 1748–1756 і 1767 рр. з династії Ґераїв. Син Девлета II Ґерая, онук Селіма I Ґерая. Був нуреддином при Каплані I Ґераї і калгою при Фетіхі II Ґераї.

## Біографія
Арслан Ґерай звертав увагу на внутрішній стан країни, в якій до сих пір панувала розруха, спричинена двома російськими вторгненнями. Він продовжив відновлення Бахчисараю, а також організував відновні роботи по всьому Кримському ханству. Ним були відремонтовані прикордонні фортеці Ор-Капи (Перекоп) і Арабат, укріплені пункти на Уч-Обі, Чонгарі і Сиваші. Відновив зруйновану Мініхом мечеть Девлета I Ґерая в Гезльове, зайнявся спорудою шкіл і медресе (зокрема, при Великій Ханській мечеті в Бахчисараї), а також громадських фонтанів в Акмесджиті, Гезльові та інших селищах.
Другим пунктом програми Арслана Ґерая було відновлення єдності ханського роду, багато молодших членів якого, незадоволені попередніми ханами, виїхали в інші країни і підтримували опозицію серед підвладних Кримського ханства народів (черкесів, кубанських і буджацьких ногайців), час від часу організовуючи повстання. Арслан Ґерай зумів зібрати всіх бунтівних принців в Криму, щедро наділивши їх привілеями, високими постами і надавши шану, чим привернув на свою сторону більшість з них, переконавши припинити протистояння з ханом.
У зовнішній політиці сприяв збереженню миру між Османською імперією, Річчю Посполитою і Росією.
1756 р. через інтриги ворожих йому кримських і султанських чиновників втратив престол.
1767 р. знов отримав було ханське звання, але через три місяці помер в Каушані (Молдавія), не діставшись до Криму.